# ANZUS
ANZUS (das inicias dos topônimos na língua inglesa Australia, New Zeland e United States) é a sigla pela qual ficou conhecido o tratado celebrado por Austrália, Nova Zelândia e Estados Unidos da América, formando uma aliança militar defensiva no Pacífico Sul. Criada em 1951, com sede em Camberra, Austrália. Com a finalidade de uma aliança militar tripartite, comprometida a revidar qualquer agressão direta aos seus membros.[carece de fontes?]
O tratado foi uma das séries de acordos criados pelos Estados Unidos na era 1949-55 como parte de sua resposta coletiva à ameaça do comunismo durante a Guerra Fria. A Nova Zelândia foi suspensa da ANZUS em 1986, após declarar as suas águas territoriais como uma zona livre de armas nucleares; no final de 2012 os Estados Unidos levantaram a proibição de visitas de navios de guerra da Nova Zelândia que conduzem a um descongelamento das tensões. A Nova Zelândia mantém uma zona livre de armas nucleares como parte de sua política externa e não é parte do ANZUS, enquanto os Estados Unidos mantêm uma política ambígua e a Nova Zelândia recomeçou a fazer parte das áreas-chave do tratado ANZUS em 2007 (hoje as reuniões bilaterais da ANZUS são realizadas entre Austrália e Estados Unidos apenas).